# Associação Atlética São Caetano 2022-2023
Questa voce raccoglie le informazioni riguardanti l'Associação Atlética São Caetano nella stagione 2022-2023.

## Stagione
L'Associação Atlética São Caetano utilizza la denominazione sponsorizzata Energis 8 São Caetano nella stagione 2022-23.
Partecipa alla Superliga Série A classificandosi all'undicesimo posto, non potendo così evitare la retrocessione.
A livello locale si classifica quarto nel Campionato Paulista.

## Organigramma societario
Area direttiva
- Presidente: Marcos de Gasperi

Area tecnica
- Allenatore: William da Silva
- Secondo allenatore: Mariana Miotto
- Assistente allenatore: Pedro Glugoski
- Preparatore atletico: Adriano Roza

## Rosa
| N° | Nome                      | Ruolo | Data di nascita   | Nazionalità sportiva |
| -- | ------------------------- | ----- | ----------------- | -------------------- |
| 1  | Laryssa Alves             | P     | 26 agosto 2002    | Brasile              |
| 4  | Dara Hendges              | C     | 21 marzo 2003     | Brasile              |
| 5  | Camila Leite              | C     | 25 luglio 1988    | Brasile              |
| 6  | Yasmin Alves              | C     | 6 maggio 2002     | Brasile              |
| 7  | Laís de Lima              | L     | 17 settembre 1997 | Brasile              |
| 8  | Letícia Cruz              | S     | 21 novembre 2002  | Brasile              |
| 9  | Lohayne Endres            | S     | 27 maggio 1999    | Brasile              |
| 10 | Isabella Rocha            | S     | 11 gennaio 2005   | Brasile              |
| 11 | Maria Eduarda Oliveira    | S     | 13 maggio 1999    | Brasile              |
| 12 | Eduarda do Amaral         | S     | 4 luglio 2003     | Brasile              |
| 13 | Camila Mesquita           | O     | 27 febbraio 2000  | Brasile              |
| 14 | Mikaella Costa            | P     | 14 giugno 1997    | Brasile              |
| 15 | Luana Rosa                | S     | 10 giugno 2003    | Brasile              |
| 18 | Maria Eduarda de Oliveira | P     | 31 marzo 2002     | Brasile              |
| 19 | Leticya Paulo             | P     | 26 aprile 1998    | Brasile              |
| 20 | Nayara Félix              | S     | 13 maggio 1999    | Brasile              |

## Statistiche

### Statistiche di squadra
| Competizione      | Punti | In casa | In casa | In casa | In trasferta | In trasferta | In trasferta | Totale | Totale | Totale |
| Competizione      | Punti | G       | V       | P       | G            | V            | P            | G      | V      | P      |
| ----------------- | ----- | ------- | ------- | ------- | ------------ | ------------ | ------------ | ------ | ------ | ------ |
| Superliga Série A | 12    | 11      | 2       | 9       | 11           | 1            | 10           | 22     | 3      | 19     |
| Totale            | -     | 11      | 2       | 9       | 11           | 1            | 10           | 22     | 3      | 19     |

### Statistiche dei giocatori
| Giocatrice       | Superliga Série A | Superliga Série A | Superliga Série A | Superliga Série A | Superliga Série A | Totale | Totale | Totale | Totale | Totale |
| Giocatrice       | P                 | PT                | AV                | MV                | BV                | P      | PT     | AV     | MV     | BV     |
| ---------------- | ----------------- | ----------------- | ----------------- | ----------------- | ----------------- | ------ | ------ | ------ | ------ | ------ |
| L. Alves         | 0                 | 0                 | 0                 | 0                 | 0                 | 0      | 0      | 0      | 0      | 0      |
| Y. Alves         | 2                 | 0                 | 0                 | 0                 | 0                 | 2      | 0      | 0      | 0      | 0      |
| M. Costa         | 22                | 30                | 10                | 9                 | 11                | 22     | 30     | 10     | 9      | 11     |
| L. Cruz          | 16                | 15                | 10                | 2                 | 3                 | 16     | 15     | 10     | 2      | 3      |
| L. de Lima       | 22                | 0                 | 0                 | 0                 | 0                 | 22     | 0      | 0      | 0      | 0      |
| M.E. de Oliveira | 22                | 7                 | 1                 | 0                 | 6                 | 22     | 7      | 1      | 0      | 6      |
| E. do Amaral     | 0                 | 0                 | 0                 | 0                 | 0                 | 0      | 0      | 0      | 0      | 0      |
| L. Endres        | 21                | 97                | 83                | 8                 | 6                 | 21     | 97     | 83     | 8      | 6      |
| N. Félix         | 21                | 265               | 242               | 15                | 8                 | 21     | 265    | 242    | 15     | 8      |
| D. Hendges       | 21                | 80                | 44                | 30                | 6                 | 21     | 80     | 44     | 30     | 6      |
| C. Leite         | 20                | 147               | 105               | 30                | 12                | 20     | 147    | 105    | 30     | 12     |
| C. Mesquita      | 22                | 330               | 282               | 41                | 7                 | 22     | 330    | 282    | 41     | 7      |
| M.E. Oliveira    | 21                | 115               | 94                | 15                | 6                 | 21     | 115    | 94     | 15     | 6      |
| L. Paulo         | 17                | 87                | 53                | 31                | 3                 | 17     | 87     | 53     | 31     | 3      |
| I. Rocha         | 20                | 12                | 7                 | 4                 | 1                 | 20     | 12     | 7      | 4      | 1      |
| L. Rosa          | 1                 | 0                 | 0                 | 0                 | 0                 | 1      | 0      | 0      | 0      | 0      |

P = presenze; PT = punti totali; AV = attacchi vincenti; MV = muri vincenti; BV = battute vincenti